# 国际儿童图书日
國際兒童圖書日（英文：International Children's Book Day），是国际儿童图书评议会於1967年4月2日所發起的主题日，以知名兒童文學作家安徒生之誕辰为每年的国际儿童图书日以推廣圖書和促進閱讀。
每年由一個國家之國際少年兒童讀物聯盟分會主辦國際兒童圖書日，確定一個主題，並邀請主辦國之作家和插圖畫家為全世界兒童寫短文、設計海報，用以宣傳。

## 外部連結
- The Day on IBBY site（页面存档备份，存于）
- Small World Books